# Francisco García Lorca
Pour les articles homonymes, voir García Lorca (homonymie).
Francisco García Lorca, né à Fuente Vaqueros le 21 juin 1902 et mort à Madrid le 1er mai 1976, est un diplomate, universitaire, écrivain et historien républicain espagnol.
Comme son frère Federico García Lorca, il appartient à la Génération de 27.

## Biographie
Fils du propriétaire terrien Federico García Rodríguez et de l'enseignante Vicenta Lorca Romero, il naît à Fuente Vaqueros, en Andalousie, le 21 juin 1902.
Il est le frère de Concepción, d'Isabel, et de quatre ans le cadet de Federico García Lorca.

### Jeunesse à Grenade
Son enfance se passe dans la Vega de Granada. Il passe le baccalauréat à Grenade, révisant le soir avec son frère Federico au Collège du Sacré Cœur de Jesús de la place Castillejos pour préparer les examens.
Contrairement à son frère, c'est un très bon élève. Il obtient sa licence en droit à l'Université de Grenade. Parmi ses professeurs se trouvent deux futurs ministres de la Seconde République, Agustín Viñuales et Fernando de los Ríos.
Il participe avec son frère aux rencontres du Rinconcillo du célèbre café Alameda. L'élite intellectuelle du Grenade de l'époque s'y retrouve, notamment l'écrivain Melchor Fernández Almagro, les frères José et Manuel Fernández Montesinos (futur maire de Grenade), le journaliste Constantino Ruiz Carnero, Emilia Llanos, Francisco Soriano, les peintres Hermenegildo Lanz, Manuel Ángeles Ortiz et Ismael de la Serna, ou encore le musicien Ángel Barrios.

### Madrid et Paris
Francisco étudie ensuite à Madrid où il vit dans la résidence d'Étudiants. Il fait partie de la fraternité de l'«Ordre de Tolède», avec Federico, Luis Buñuel et Salvador Dalí. Il prépare son doctorat à l'Université Complutense et assiste aux cours de José Ortega y Gasset.
L'été, il retrouve sa famille dans la maison de campagne des Garcia Lorca, la Huerta de San Vicente, où ses amis Juan Ramón Jiménez et Zenobia Camprubí sont invités.
En 1924, il s'inscrit à Sciences-Po à Paris. Dans la capitale française, il participe aux rencontres intellectuelles du Select avec Manuel Ángeles Ortiz et fréquente le peintre Joaquín Peinado. Il poursuit ensuite ses études de droit dans les universités de Bordeaux et de Toulouse. Durant ce séjour en France, il écrit un roman, Roman en quinze jours à côté de la mer... et après.. en français.

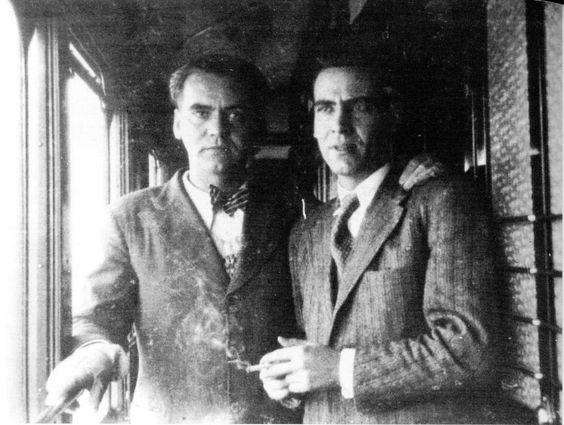
Federico et Francisco, voyage en train (1930).

Très[Quoi ?] diplômé à son retour en Espagne, il décide d'incorporer le corps diplomatique en 1931. Il devient vice-consul de Tunisie, puis consul général au Caire.

### L'assassinat de Federico
La guerre d'Espagne éclate en 1936, et c'est en Egypte qu'il apprend l'assassinat de son frère Federico et de son beau-frère, le maire républicain de Grenade Manuel Fernández Montesinos, époux de sa sœur Concepción. La nouvelle de l'assassinat du poète par les franquistes est un événement majeur de la guerre qui fait rage. Francisco revient en Europe pour travailler à l'Ambassade d'Espagne à Bruxelles. Sa sœur Isabel, dévastée, le rejoint.

### L'exil aux États-Unis
Après la chute de Barcelone, les franquistes arrivent au pouvoir en 1939. Les García Lorca doivent s'exiler outre-Atlantique. Les parents, Federico García Rodríguez et Vicenta Lorca Romero, et la fratrie survivante, Concepción, désormais veuve, la jeune Isabel et Francisco, sont accueillis par Fernando de los Ríos et Gloria Giner à New York.
En 1942, Francisco se marie avec leur fille Laura de los Ríos Giner, amie d'enfance d'Isabel et de Federico. Le mariage a lieu dans la chapelle du Middlebury College, dans le Vermont.
Le couple a trois filles : Gloria, Isabel et Laura García Lorca (future directrice de la Huerta de San Vicente). Francisco et Laura dirigent l'école d'été du Middlebury College où ils mettent en pratique la pédagogie progressiste de l'Institution libre d'enseignement.
Aux États-Unis, Francisco devient professeur des universités, d'abord au Queens College, puis, à partir de 1955, à l'Université Columbia. En 1966, il est nommé docteur honoris causa du Middlebury College.

### Retour à Madrid
Francisco García Lorca rentre à Madrid en 1968 tout en restant professeur au Middlebury College. Il est meurt d'un infarctus en 1976.

## Œuvres notables
- Sur son frère Federico : Federico y su mundo, de Fuente Vaqueros a Madrid. Madrid, Alianza Editorial, 1981 ainsi que des poèmes publiés après sa mort[15]

- Sur l'écrivain Ángel Ganivet : Ángel Ganivet. Su idea del hombre. Buenos Aires, 1952;

- Plusieurs essais sur le poète José de Espronceda.